# Yusidey Silié
Yusidey Silié Frómeta (L'Avana, 11 novembre 1984) è una pallavolista cubana, palleggiatrice del Playas de Benidorm.

## Carriera
La carriera di Yusidey Silié inizia nei tornei amatoriali cubani, ai quali prende parte fino al 2004, quando entra a far parte della nazionale cubana con la quale resta in collegiale per poi disputare i tornei internazionali d'estate: dopo la medaglia d'argento al campionato nordamericano 2005, nel 2007 vince la medaglia d'oro alla Coppa panamericana, ai XV Giochi panamericani ed al campionato nordamericano; dopo il secondo posto al World Grand Prix 2008, nel 2009 si aggiudica la medaglia di bronzo al campionato nordamericano, bissata peraltro nell'edizione 2011; sempre nel 2011 si aggiudica la medaglia d'argento ai XVI Giochi panamericani, mentre un anno dopo vince la medaglia di bronzo alla Coppa panamericana.
Dopo aver abbandonato la nazionale cubana nel 2012, nel gennaio del 2013 inizia la carriera professionistica in Europa: firma il suo primo contratto per la seconda parte della stagione 2012-13 con l'Azəryol, club della Superliqa azera dove resta a giocare anche nella stagione seguente, ricevendo anche i gradi di capitano della squadra.
Nel campionato 2014-15 approda nella Superliga russa col Proton, che tuttavia lascia nel gennaio 2015, andando a giocare la restante parte dell'annata nella Voleybol 1. Ligi turca col Sarıyer, dove rimane fino al termine del campionato 2015-16.
Nella stagione 2016-17 firma con la formazione del Bolu, nella Voleybol 1. Ligi.

## Palmarès

### Nazionale (competizioni minori)
- Montreux Volley Masters 2007
- Giochi panamericani 2007
- Coppa panamericana 2007
- Montreux Volley Masters 2008
- Montreux Volley Masters 2010
- Montreux Volley Masters 2011
- Giochi panamericani 2011
- Coppa panamericana 2012